# 28254 Raghrama
28254 Raghrama è un asteroide della fascia principale. Scoperto nel 1999, presenta un'orbita caratterizzata da un semiasse maggiore pari a 2,4378475 UA e da un'eccentricità di 0,1381665, inclinata di 3,04291° rispetto all'eclittica.